# Modern Drummer
Modern Drummer é uma publicação mensal que visa os interesses de bateristas e percussionistas. A revista apresenta entrevistas, análises de equipamentos e colunas, oferecendo conselhos sobre técnicas, além de informações para o público em geral. Foi criada em 1977 por Ron Spagnardi.